# يوتا بروكنر
يوتا بروكنر (بالألمانية: Jutta Brückner)‏ (و. 1941 – م) هي مخرجة سينمائية، وكاتبة سيناريو، وأستاذة جامعية من ألمانيا . ولدت في دوسلدورف .
وهي عضوة في Academy of Arts, Berlin (منذ 1993) .

## مناصب وهيئات
أدارت Berlin University of the Arts.

## روابط خارجية
- جوتا بروكنر على موقع IMDb (الإنجليزية)
- جوتا بروكنر على موقع مونزينجر (الألمانية)
- جوتا بروكنر على موقع ألو سيني (الفرنسية)
- جوتا بروكنر على موقع أول موفي (الإنجليزية)
- جوتا بروكنر على موقع قاعدة بيانات الأفلام السويدية (السويدية)
- جوتا بروكنر على موقع قاعدة بيانات الفيلم (الإنجليزية)
- جوتا بروكنر على موقع كينوبويسك (الروسية)